# واردات/صادرات
واردات/صادرات (انگلیسی: Import/Export) یک فیلم درام به کارگردانی اولریش زایدل است که در سال ۲۰۰۷ منتشر شد. این فیلم از ۲۰۰۵ تا مه ۲۰۰۷ به صورت فیلم ۱۶ میلیمتری در وین، اوکراین، رومانی، جمهوری چک، اسلواکی فیلمبرداری شده‌است.
از بازیگران آن می‌توان به گئورگ فریدریش و سوزانه لوتار اشاره کرد.

## جوایز
- نامزد نخل طلا جشنواره فیلم کن ۲۰۰۷
- برنده جایزه بزرگ جشنواره بین‌المللی فیلم زردآلوی طلایی ایروان